# Markos Kyprianu
Markos Kyprianu (řecky Μάρκος Κυπριανού, * 22. ledna 1960, Limassol, Kypr) je kyperský a evropský politik, v současnosti ministr zahraničních věcí Kyperské republiky.

## Biografie

### Kyperská politika
Je mladším synem významného kyperského politika Spyrose Kyprianua, který byl prezident Kypru v letech 1977 až 1988. Vystudoval práva a v letech 1991 až 2003 byl členem kyperského parlamentu za oblast Nikósie, od března 2003 do dubna 2004 byl ministrem financí. Od března 2008 je ministrem zahraničních věcí.

### Evropská politika
Od května 2004 byl členem Evropské komise v čele s Romanem Prodim zodpovědným za oblast rozpočtu a finančního plánování. Od listopadu 2004 se stal členem Evropské komise v čele s José Barrosem a jeho portfóliem bylo zdraví a ochrana spotřebitele. Na svou funkci rezignoval v souvislosti s tím, že ho nový kyperský prezident Dimitris Christofias jmenoval ministrem zahraničních věcí do své první vlády. Od 3. března 2008 jej ve funkci nahradila Andrulla Vasiliu.